# Hans Minder
Pour les articles homonymes, voir Minder.
Hans Minder, né le 28 août 1908, est un lutteur libre suisse.
Il obtient la médaille de bronze olympique en 1928 à Amsterdam en catégorie poids plumes. Il est ensuite sacré champion d'Europe des moins de 66 kg en 1931 et vice-champion d'Europe des moins de 72 kg en 1933.